# Феррейра, Карлос Себастьян
Карлос Себастьян Феррейра Видаль (исп. Carlos Sebastián Ferreira Vidal; род. 13 февраля 1998, Асунсьон, Парагвай) — парагвайский футболист, нападающий клуба «Хьюстон Динамо» и сборной Парагвая.

## Клубная карьера
Феррейра — воспитанник столичного клуба «Олимпия». 29 октября 2016 года в матче против «Депортиво Капиата» он дебютировал в парагвайской Примере. 18 июня 2017 года в поединке против «Соль де Америка» Карлос забил свой первый гол за «Олимпию». Летом того же года Феррейра на правах аренды перешёл в столичный «Индепендьенте». 23 июля в матче против «Спортиво Лукеньо» он дебютировал за новую команду. 19 ноября в поединке против «Депортиво Капиата» Карлос забил свой первый гол за «Индепендьенте». По итогам сезона он с тринадцатью мячами стал лучшим бомбардиром команды и вторым снайпером чемпионата.
2 июля 2018 года Феррейра перешёл в мексиканский «Монаркас Морелия», подписав контракт на четыре сезона. По сведениям прессы мексиканский клуб заплатил $2,5 млн за 80 % прав на игрока.
29 января 2020 года Феррейра вернулся играть на родину, отправившись в аренду в «Либертад». 1 января 2021 года «Либертад» выкупил Феррейру у «Масатлана», бывшего «Монаркас Морелия», согласно опции, подписав с ним контракт до 2025 года. По сведениям прессы сумма трансфера составила $4 млн, $800 тыс. из которых достались «Олимпии».
18 января 2022 года Феррейра перешёл в клуб MLS «Хьюстон Динамо», подписав контракт по правилу назначенного игрока до конца сезона 2025 с опцией продления на сезон 2026. Сумма трансфера не была разглашена, но по информации парагвайской прессы составила $4,3 млн. В высшей лиге США он дебютировал 27 февраля в матче стартового тура сезона 2022 против «Реал Солт-Лейк». 9 апреля в матче против «Сан-Хосе Эртквейкс» он забил свои первые голы в MLS, сделав дубль. 22 мая в матче против «Лос-Анджелеса» он забил один гол и отдал две голевые передачи, за что был назван игроком недели в MLS.
27 июля 2023 года Феррейра отправился в аренду в бразильский «Васко да Гама» до конца года.

## Международная карьера
В 2015 году в составе юношеской сборной Парагвая Феррейра принял участие в домашнем юношеском чемпионате Южной Америке. На турнире он сыграл в матчах против команд Венесуэлы, Перу, Аргентины, Эквадора, Уругвая, Колумбии и дважды Бразилии. В поединках против венесуэльцев, перуанцев, аргентинцев и уругвайцев Карлос забил пять мячей.
В том же году в составе юношеской сборной Парагвая Феррейра принял участие в юношеском чемпионате мира в Чили. На турнире он принял участие в матчах против команд Сирии, Франции и Новой Зеландии. В поединке против сирийцев Карлос забил гол.
В 2015 году Феррейра в составе олимпийской сборной Парагвая принял участие в Панамериканских играх в Канаде. На турнире он сыграл в матчах против команды Мексики и Тринидада и Тобаго. В поединке против тринидадцев Карлос сделал «дубль».
В 2017 года Феррейра в составе молодёжной сборной Парагвая принял участие в молодёжном чемпионате Южной Америки в Эквадоре. На турнире он сыграл в матчах против команд Колумбии, Чили, Бразилии и Эквадора. В поединке против колумбийцев Карлос отметился забитым мячом.
За сборную Парагвая Феррейра дебютировал 29 марта 2022 года в матче квалификации чемпионата мира 2022 против сборной Перу.

## Достижения
Командные
 «Либертад»
- Чемпион Парагвая: апертура 2021

Индивидуальные
- Лучший бомбардир чемпионата Парагвая: апертура 2020 (13 мячей), клаусура 2021 (9 мячей)